# Hředle (ort i Tjeckien, lat 50,19, long 13,75)
Hředle är en ort i Tjeckien.   Den ligger i regionen Mellersta Böhmen, i den nordvästra delen av landet, 50 km väster om huvudstaden Prag. Hředle ligger 406 meter över havet och antalet invånare är 550.
Terrängen runt Hředle är platt åt sydväst, men åt nordost är den kuperad. Runt Hředle är det ganska tätbefolkat, med 65 invånare per kvadratkilometer. Närmaste större samhälle är Louny, 19,1 km norr om Hředle. Trakten runt Hředle består till största delen av jordbruksmark.